# Торабулли, Халь
Халь Торабулли (фр.  Khal Torabully, 14 августа 1956, Порт-Луи, Маврикий) — восточноафриканский поэт, переводчик, эссеист, пишет на французском языке.

## Биография и творчество
Отец — моряк с Тринидада, мать — потомок мигрантов из Индии и Малайзии. Вырос в мозаичном окружении и на границах множества языков — французского, английского, креольского, урду, бходжпури, арабского, китайского. Это многоязычие определило характер его поэзии, его литературно-теоретические интересы, организаторско-практическую деятельность. Развивает концепцию кулитюда (по аналогии с негритюдом).
В 1976 он приехал в Лион, изучал семиологию поэтического языка и сравнительное литературоведение в Университете Лион-2. В 1995 стажировался в Национальном институте аудиовизуальных коммуникаций в Бри-сюр-Марне. Создал в Париже Группу исследований мондиализма (GERM). Служил советником по культуре президента Республики Маврикий. В 2003 в Париже основал вместе с единомышленниками Интернационал поэтов.
Исследует и пропагандирует творчество Найпола, Сенгора, Сезера, Шазаля, Ахмаду Курумы, издал несколько представительных антологий современной франкоязычной поэзии Африки, Европы, Вест-Индии. Переводит стихи англоязычных поэтов Индии. Снял несколько документальных фильмов, получивших ряд премий, в том числе — посвященный Малькольму де Шазалю (2000).
Его стихи получили высокую оценку Эме Сезера, Мишеля Деги, Рафаэля Конфьяна, Танеллы Бони.

## Книги стихов
- Fausse-île, I. Port-Louis: Babel, 1981
- Fausse-île, II. Lyon: Université Lumière (Lyon II), 1986
- Appels d’archipels, ou le livre des miroirs. Port-Louis: Babel, 1987
- Le Printemps des ombres. Sainte-Marie (Réunion): Azalées, 1991 (трёхъязычное издание на французском, английском и китайском)
- Cale d'étoiles, Coolitude. Sainte-Marie: Azalées, 1992
- Kot sa parol la ? Rôde parole (на креольском и французском языках). Vacoas: Le Printemps, 1995
- От кода к кодексу/ Du code au codex. Livre-objet (avec Thierry Lambert). Éditions limitée, 1996
- Palabres à parole. Préface de Werner Lambersy. Solignac: Le bruit des autres, 1997
- Диалог воды и соли/ Dialogue de l’eau et du sel. Solignac: Le Bruit des Autres, 1998
- L’Ombre rouge des gazelles: signes pour l’Algérie. Grigny: Paroles d’Aube, 1998 (премия France Télécom, премия романской Швейцарии Lettres-Frontières)
- Roulis sur le Malecon: carnet de voyage cubain. Préface de Didier Mauro. Paris: L’Harmattan, 1999
- Chair corail, fragments coolies. Préface de Raphaël Confiant. Petit-Bourg (Guadeloupe): Ibis Rouge, 1999
- Paroles entre une mère et son enfant fusillé. Ancy: Éditions du Mont Popey, 2002
- Mes Afriques, mes ivoires. Préface de Tanella Boni. Paris: L’Harmattan, 2004
- Arbres et anabase. Matoury (Guyane): Ibis Rouge, 2005
- L’hippocampe a deux visages. Quatre Bornes: s.n., 2007
- Записная книжка невозможного возвращения на родину/ Carnet de retour impossible au pays natal. Ille-sur-Têt: K’A, 2009
- Афоризмы. День без конца/ Aphorismes: Jour sans fin. Préface de Sarane Alexandrian. (à paraître)
- Sang des poèmes noirs. Pour Senghor. (à paraître).